# Кубок Білорусі з футболу 2000—2001
Кубок Білорусі з футболу 2000–2001 — 10-й розіграш кубкового футбольного турніру в Білорусі. Титул втретє здобула Білшина.

## Календар
| Раунд        | Дата                    | Матчі | Клуби   |
| ------------ | ----------------------- | ----- | ------- |
| Перший раунд | 14 червня 2000          | 13    | 43 → 30 |
| Другий раунд | 12 липня 2000           | 14    | 30 → 16 |
| 1/8 фіналу   | 2 жовтня 2000           | 8     | 16 → 8  |
| 1/4 фіналу   | 20 квітня/2 травня 2001 | 8     | 8 → 4   |
| 1/2 фіналу   | 10/18 травня 2001       | 4     | 4 → 2   |
| Фінал        | 27 травня 2001          | 1     | 2 → 1   |

## Перший раунд
| Команда 1                       | Рахунок | Команда 2                      |
| ------------------------------- | ------- | ------------------------------ |
| 14 червня 2000                  |         |                                |
| Барановичі (3)                  | 2:1 дч  | Неман (Мости) (2)              |
| Верас (Несвіж) (3)              | 2:0     | Молодечно (2)                  |
| Орбіта (Мінськ) (3)             | 0:1     | Зірка-БДУ (Мінськ) (2)         |
| Озерці (Глибоке) (3)            | 3:1     | Орша (2)                       |
| Пружани (3)                     | 1:2 дч  | Граніт (Мікашевичі) (2)        |
| Старі Дороги (3)                | 0:1     | Рогачов (2)                    |
| Нива (Житковичі) (3)            | 2:4     | Торпедо (Жодино) (2)           |
| Вертикаль (Калинковичі) (3)     | 2:0     | Полісся (Козенки) (2)          |
| Водоканал-Транзит (Берестя) (3) | 2:1 дч  | Свіслоч-Кровля (Осиповичі) (2) |
| Даріда (3)                      | 1:0     | Лунинець (2)                   |
| Забудова (Чисть) (3)            | 2:1 дч  | ЗЛіН (Гомель) (2)              |
| Сморгонь (3)                    | 1:0     | Керамік (Береза) (2)           |
| Пінськ-900 (3)                  | +:-     | Трактор (Мінськ) (2)           |

## Другий раунд
| Команда 1                       | Рахунок | Команда 2                  |
| ------------------------------- | ------- | -------------------------- |
| 12 липня 2000                   |         |                            |
| Барановичі (3)                  | 1:4     | Дніпро-Трансмаш (Могильов) |
| Верас (Несвіж) (3)              | 2:8     | Білшина                    |
| Зірка-БДУ (Мінськ) (2)          | 1:2 дч  | Торпедо-Кадино (Могильов)  |
| Озерці (Глибоке) (3)            | 1:4     | Німан-Белкард              |
| Граніт (Мікашевичі) (2)         | 1:0     | Ліда                       |
| Рогачов (2)                     | 0:2     | Локомотив-96 (Вітебськ)    |
| Торпедо (Жодино) (2)            | 1:2 дч  | Ведрич-97 (Річиця)         |
| Вертикаль (Калинковичі) (3)     | 0:2     | БАТЕ                       |
| Водоканал-Транзит (Берестя) (3) | 0:8     | Славія-Мозир               |
| Даріда (3)                      | 1:2 дч  | Динамо (Мінськ)            |
| Забудова (Чисть) (3)            | 1:0     | Нафтан-Девон               |
| Сморгонь (3)                    | 0:1     | Динамо (Берестя)           |
| Пінськ-900 (3)                  | 0:1     | Комунальник (Слонім)       |
| Хімік (Світлогорськ) (2)        | 0:5     | Торпедо-МАЗ (Мінськ)       |

## 1/8 фіналу
| Команда 1                  | Рахунок      | Команда 2                 |
| -------------------------- | ------------ | ------------------------- |
| 2 жовтня 2000              |              |                           |
| Німан-Белкард              | 0:3          | Білшина                   |
| Торпедо-МАЗ (Мінськ)       | 0:1          | Торпедо-Кадино (Могильов) |
| Динамо (Мінськ)            | 3:1          | Граніт (Мікашевичі) (2)   |
| Гомель                     | 2:2 пен. 7:6 | Локомотив-96 (Вітебськ)   |
| Дніпро-Трансмаш (Могильов) | 0:1          | БАТЕ                      |
| Славія-Мозир               | 4:1          | Забудова (Чисть) (3)      |
| Ведрич-97 (Річиця)         | 1:0          | Динамо (Берестя)          |
| Комунальник (Слонім)       | 1:2          | Шахтар (Солігорськ)       |

## 1/4 фіналу
| Команда 1               | Заг.    | Команда 2                 | 1-й матч | 2-й матч |
| ----------------------- | ------- | ------------------------- | -------- | -------- |
| 20 квітня/2 травня 2001 |         |                           |          |          |
| Гомель                  | 3:5     | Білшина                   | 2:2      | 1:3      |
| Славія-Мозир            | 3:3 (ч) | БАТЕ                      | 0:2      | 3:1      |
| Шахтар (Солігорськ)     | 3:6     | Динамо (Мінськ)           | 1:3      | 2:3      |
| Ведрич-97 (Річиця)      | 4:0     | Торпедо-Кадино (Могильов) | 2:0      | 2:0      |

## 1/2 фіналу
| Команда 1         | Заг.    | Команда 2          | 1-й матч | 2-й матч |
| ----------------- | ------- | ------------------ | -------- | -------- |
| 10/18 травня 2001 |         |                    |          |          |
| Білшина           | 1:1 (ч) | Ведрич-97 (Річиця) | 0:0      | 1:1      |
| Динамо (Мінськ)   | 1:2     | Славія-Мозир       | 0:1      | 1:1      |

## Фінал
| 27 травня 2001 |

| Білшина       | 1:0 дч   | Славія-Мозир |
| ------------- | -------- | ------------ |
| Грабодоєв 96' | Протокол |              |

| Стадіон «Динамо», Мінськ Глядачів: 8 000 Арбітр: Володимир Суховаров |